# Музей спорту і туризму у Варшаві
Музей спорту і туризму (пол. Muzeum Sportu i Turystyki w Warszawie) — музей, присвячений історії польського спорту, розташований на  варшавському Жоліборжі, вул. Гдинське узбережжя, 4. Зареєстрований в Державному реєстрі музеїв.

## Історія
Музей є одним з найстаріших у своєму роді в  Європі, працює безперервно з 1952 року. Раніше містився на стадіоні Іскра у Варшаві, що на Вавелі, 5. В даний час розташований в сучасному  Олімпійському центрі.

## Колекції
Накопичені колекції включають понад 46 тис. експонатів, в основному спортивні трофеї (медалі і кубки, дипломи, вимпели, банери і т. д., а також одяг і спортивний інвентар. Додатковим елементом є велика колекція книг, фотографій, журналів, листівок, а також аудіо і відео.

## Ресурси Інтернету
- Сайт музею [Архівовано 17 березня 2015 у Wayback Machine.]
- Вікісховище має мультимедійні дані за темою: Музей спорту і туризму у Варшаві